# Collégiale Saint-Vivent de Braux
La Collégiale Saint-Vivent de Braux connue aussi comme collégiale de Saint-Pierre-des-Liens est l'une des églises de la commune de Bogny-sur-Meuse, dans le département des Ardennes.

## Histoire
L'édifice est une ancienne collégiale carolingienne. Elle date du IXe siècle et a été fondé par l'archevêque de Reims Ebbon et est d'abord dédiée à saint Pierre. Ebbon accorde également à l'édifice les reliques de saint Vivent, neuvième évêque de Reims, dont la sainteté venait d'être consacrée par l’Église, et de saint Panteleon, martyr du IIIe siècle dans la région de Carthage (Tunisie).
La présence des reliques de saint Vivent a été pendant quelques siècles à l'origine d'un pèlerinage et de propriétés miraculeuses attribuées à une fontaine. Leur renommée est telle que le nom du titulaire saint Pierre est oubliée au profit du saint Patron saint Vivent. 
Les travaux sont poursuivis par le successeur d'Ebbon, Hincmar. Celui-ci dote la collégiale d'un chapitre de douze chanoines. 
De 1604, sous le contrôle de la principauté de Château-Regnault, protestante,  l'église est soumise à l'interdit par l'archevêque de Reims qui dépêche sur place son coadjuteur.
La nef et les bas-côtés datent du XVIe et XVIIe siècles et sont le résultat d'un remaniement de l'édifice.
Jusqu'à la Révolution, la paroisse est desservie par un chanoine. En 1790, l'archevêque de Reims érige Braux en doyenné. Après le Concordat, elle rejoint la circonscription du doyenné de Monthermé.
L'église et la crypte sont inscrits au titre de monuments historiques par arrêté du 23 août 1963.

## Description
Son architecture est à plan absidial à une seule nef, avec un chœur et un transept de style roman enrichis fin XIIe siècle de voûtes sur croisées d'ogives et un chevet circulaire à sept côtés. 
La façade datant du XVIIIe siècle est constituée d'une tour carrée, base d'un clocher octogonal, entourée d'un édifice de chaque côté. Elle a été reconstruite en 1775, en avant de l'église et six marches au-dessus de son niveau. 
Le mur extérieur du chevet peut remonter à la fondation.
Une crypte a du exister dans le passé.

### Pièces remarquables
- Dallage et revêtements muraux en marbre (XVIIe siècle) ;
- Autels de marbre ;
- Châsse du XVIIIe siècle avec les reliques des saints Vinvent et Pantaléon ;
- Cuve baptismale XIIe siècle en pierre bleue de Givet, ornée de grotesques ;
- Vitrail de Saint Vivent, Brigitte Simon, 1950 ;
- Ensemble de 6 verrières géométriques (baies 15, 17, 19, 20, 22, 24), Albert Delloux[8]
- Christ en croix entre La Vierge, saint Jean et deux donateurs, ex-voto en pierre gravée ;
- Tête de saint Jean l'Évangéliste, bas-relief en pierre du pupitre ;
- Bas-relief en pierre de l'autel de saint Nicolas ;
- Bas-relief en pierre de l'autel de La Vierge ;
- Bas-relief en pierre du tombeau du maître-autel ;
- Grandes orgues.

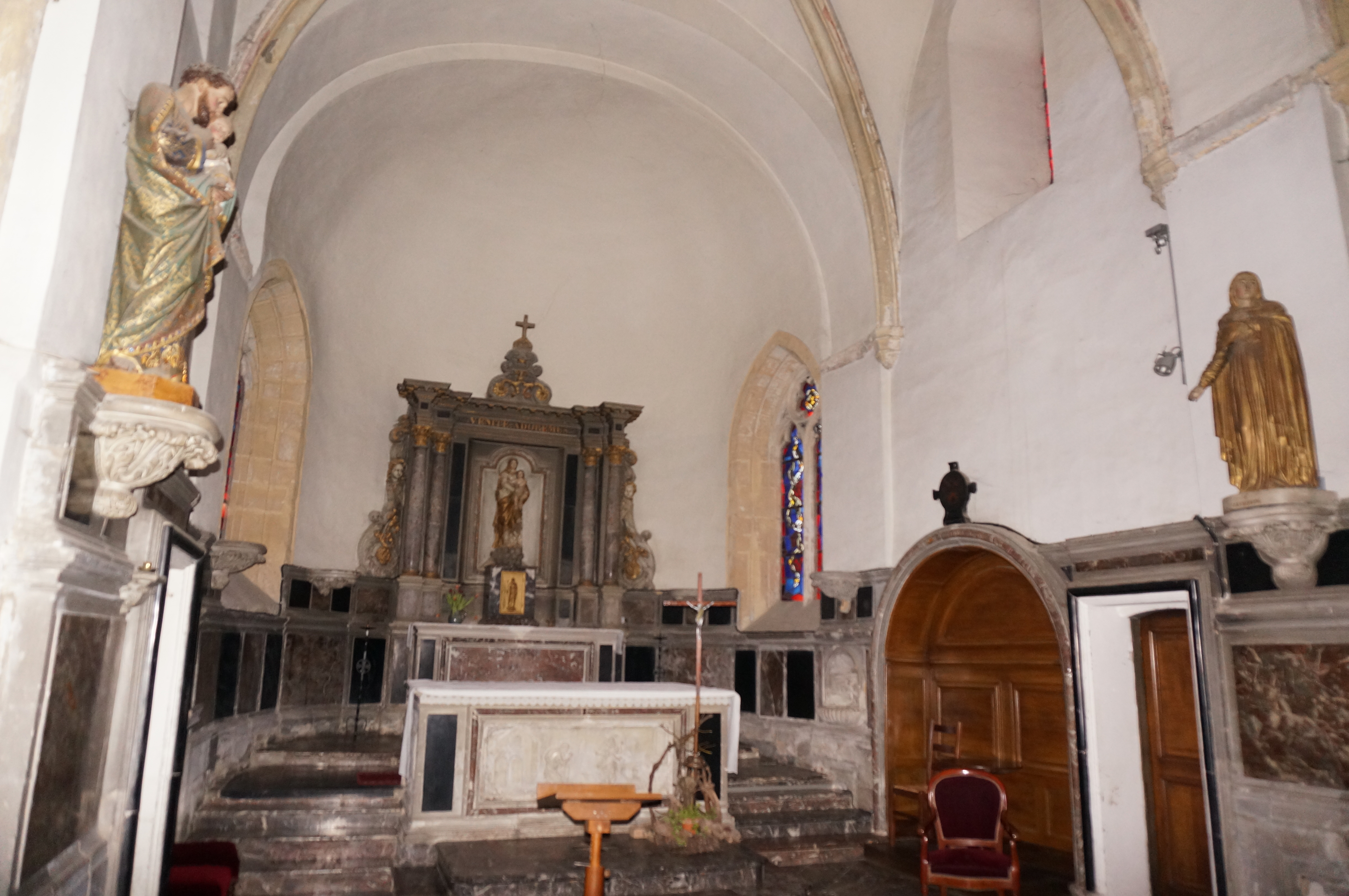
Le chœur.
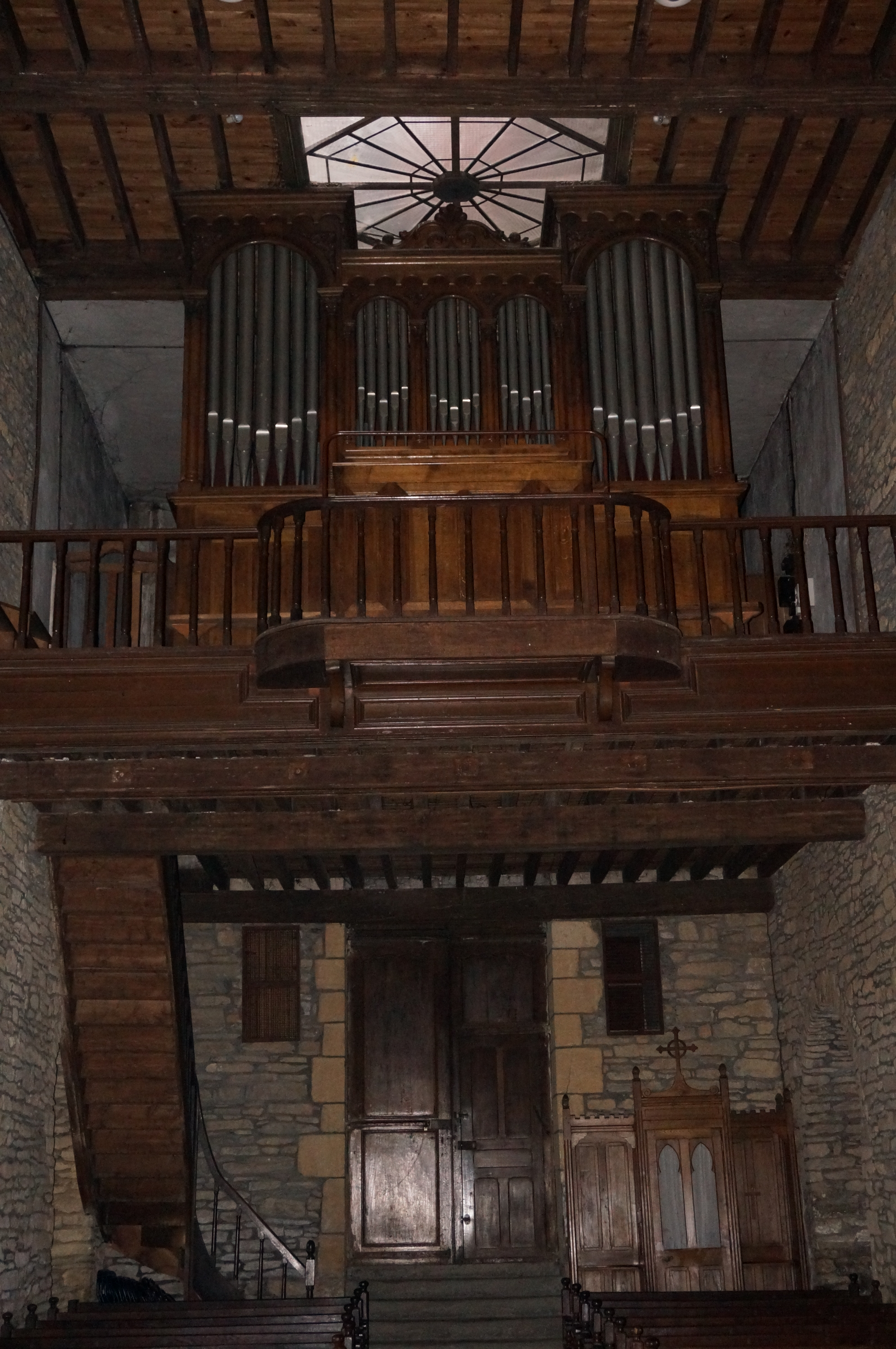
Les orgues et le portail.
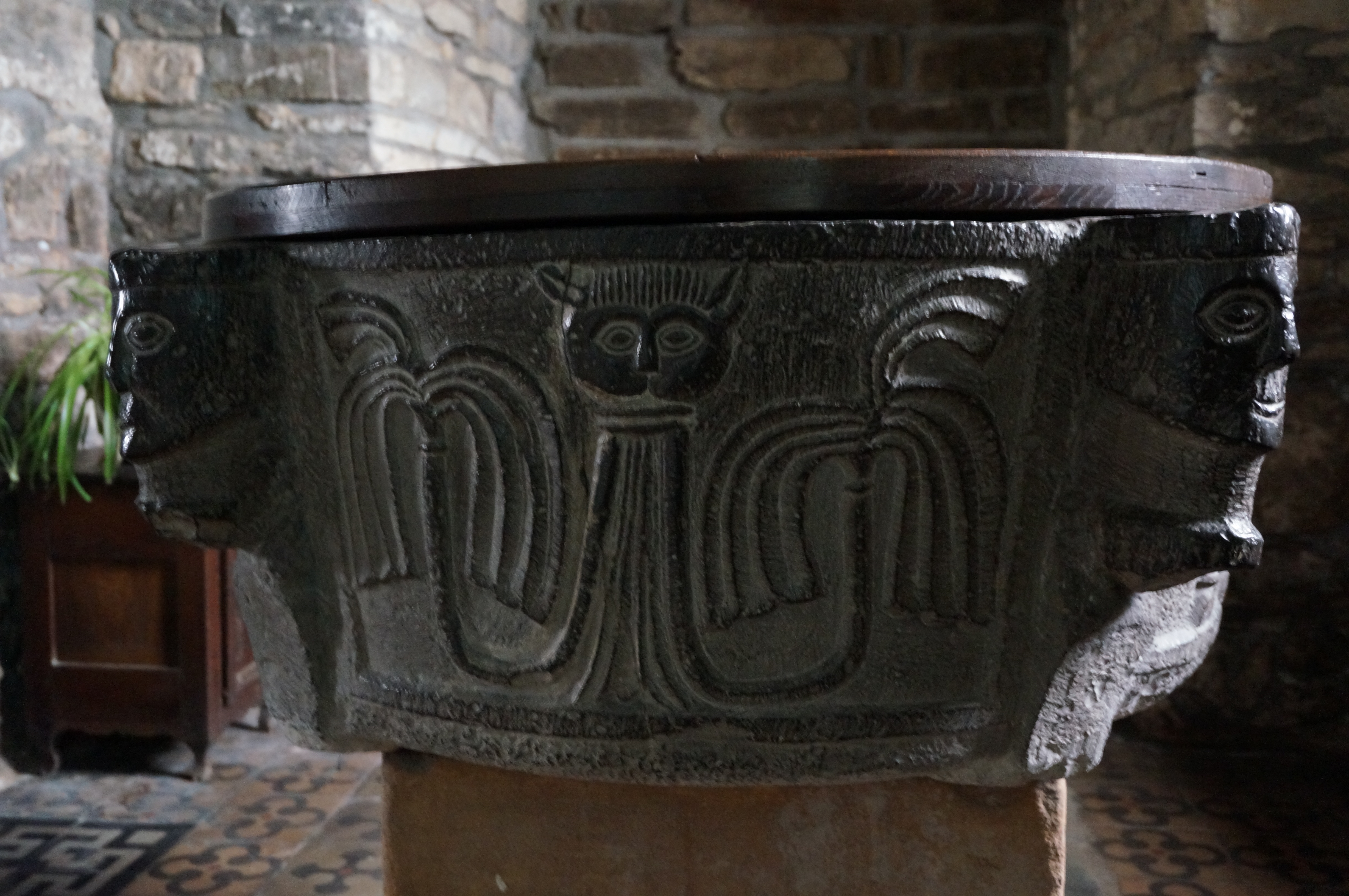
Fonts baptismaux classés[9].

## Liste du personnel du chapitre
- Nicolas-Vivent Raguet, prébendé du 5 mai 1570 ;
- Étienne Cagniart, prêtre, prévôt du chapitre de Braux, il devient, en 1677, curé de Charleville ; il démissionne, au mois d'octobre 1688, doyen et chanoine de Saint-Pierre de Méziéres vers 1689-1692[10].
- Pierre-Louis-Hector de Singly, prébendé du 30 janvier 1778, prévôt du 19 octobre 1789 avec onze chanoines :
- Nicolas Ledure, du 18 octobre 1765 ;
- J.-Simon Guillemin du 11 décembre 1757 ;
- Henry Grimblot, du 15 janvier 1770 ;
- Jacques Hénon, du 16 décembre 1769 ;
- J.-B. Ceddé ;
- Henry Bourgeois, du 18 janvier 1772 ;
- J. Duchesne, du 19 octobre 1783 ;
- Martin Meugy, curé du 17 juillet 1784 ;
- Vivent Migeon, du 1er mars 1789 ;
- Jean-André Froment du 4 juillet 1788 ;

## Sources
- Voir bibliographie.